# Quentin Massys
Quentin Massys, psáno také Matsys, Matsijs nebo Metsys (asi 1465, Lovaň – 1530, Antverpy) byl vlámský malíř narozený na území dnešní Belgie. Byl zakladatelem tzv. antverpské školy.

## Život
Měl se stát kovářem jako jeho otec Joost Massys. Dle legendy se však zamiloval do dcery malířského mistra z Antverp a odešel kvůli ní roku 1491 do tohoto města studovat malířství. Stal se zde členem malířského cechu sv. Lukáše. V letech 1495–1510 v Antverpách vedl vlastní malířskou dílnu.
Jeho přáteli byli Erasmus Rotterdamský (jeho portrét namaloval v roce 1517), Albrecht Dürer či malíř Joachim Patinir. Často kopíroval Leonarda da Vinciho, s nímž si též korespondoval. Jeho synové Jan a Cornelis se stali rovněž malíři.
Zemřel při morové epidemii.
Publicistka Martina Glenn o něm na webu Artmuseum.cz napsala: „Do svých obrazů dokázal dát jedinečné city a lyriku, ve své době byl jedním z mála malířů, kteří uměli zachytit život v plné jeho kráse a síle. Mnoho Massysových děl bylo bohužel poničeno při restaurování, nicméně i tak vyzařují jedinečné teplo a Massysovu vřelost, poetičnost a lásku, která ho přivedla k malování.“

## Galerie

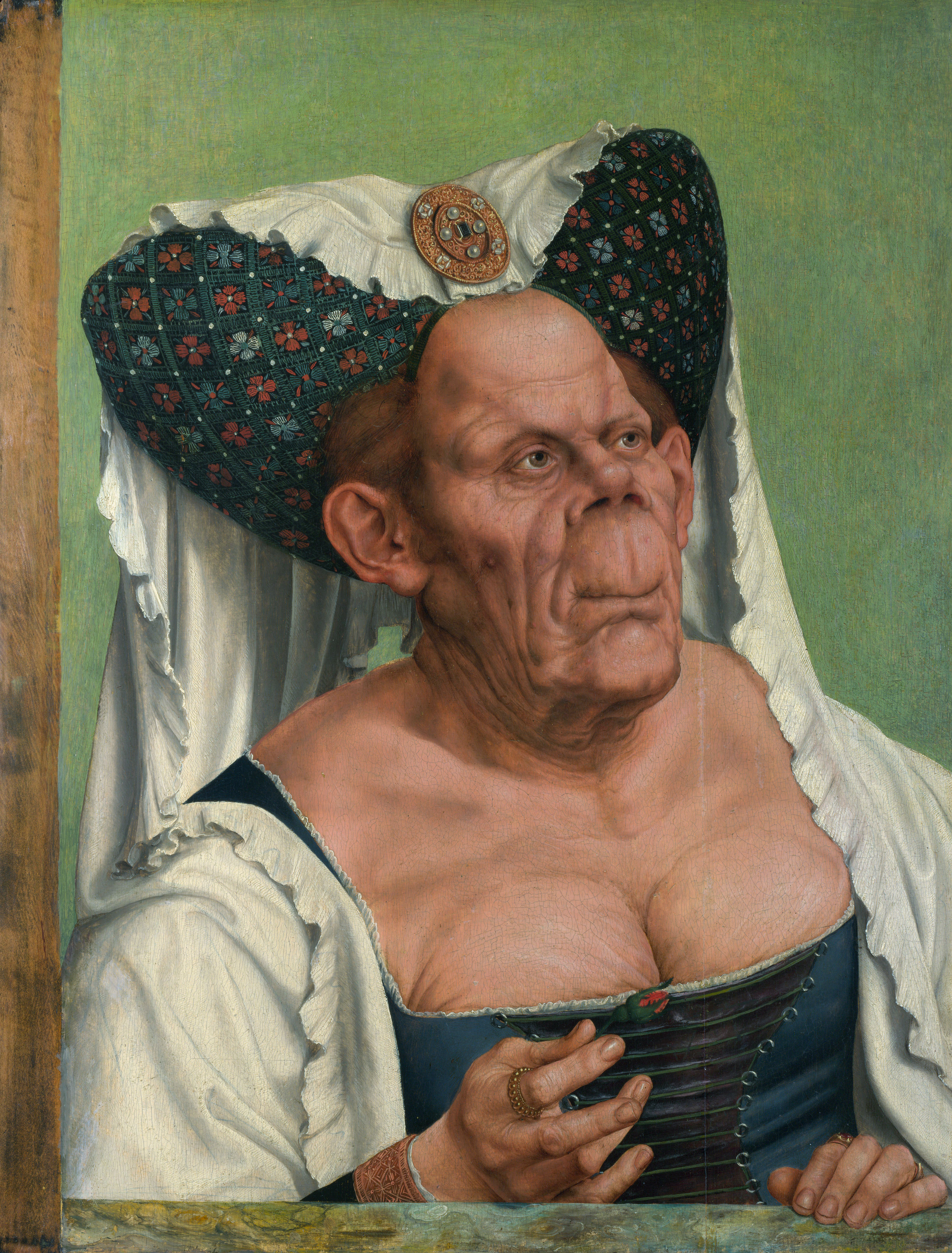
Komická stará žena (také Ošklivá vévodkyně[4])
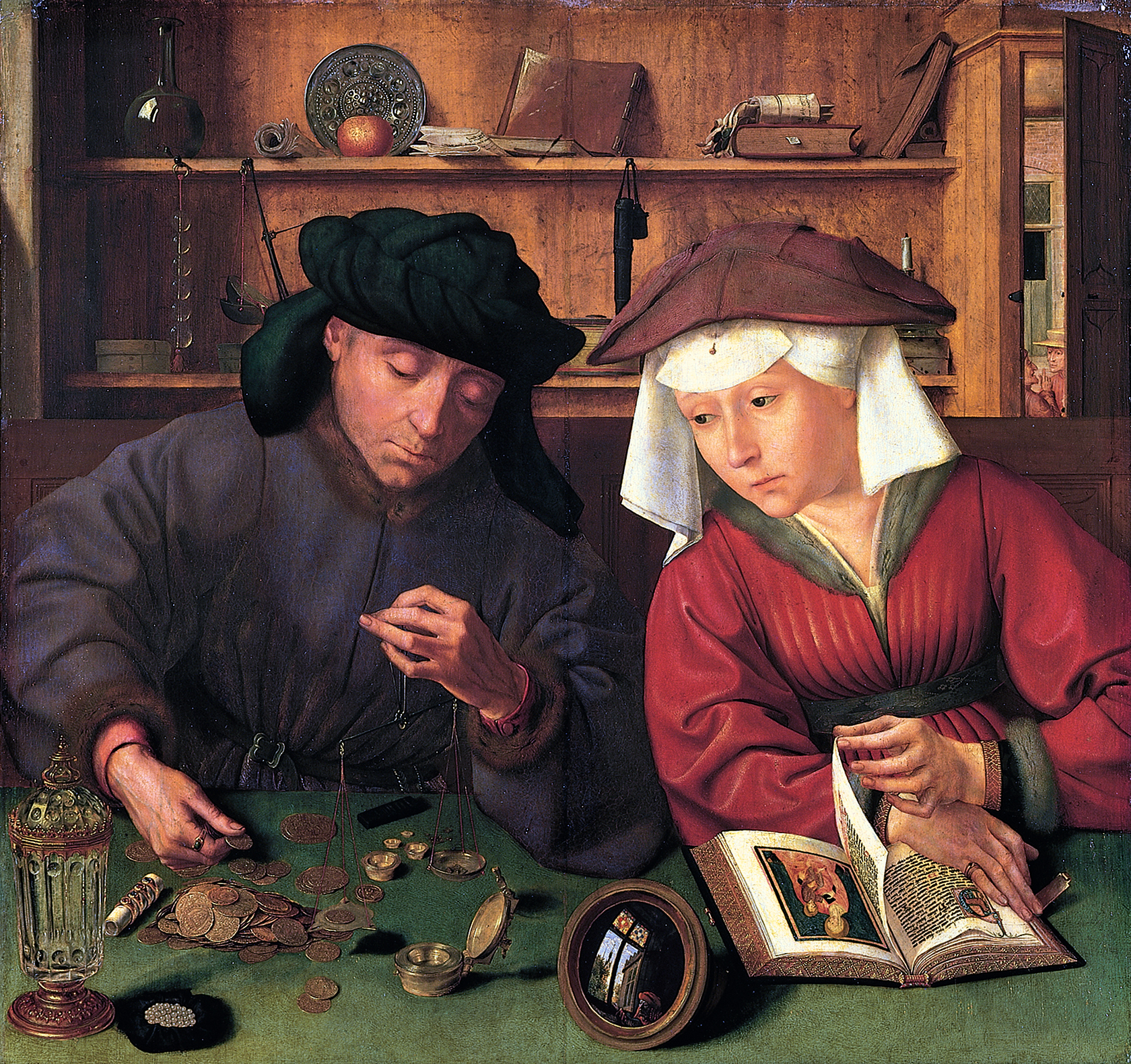
Lichvář a jeho žena
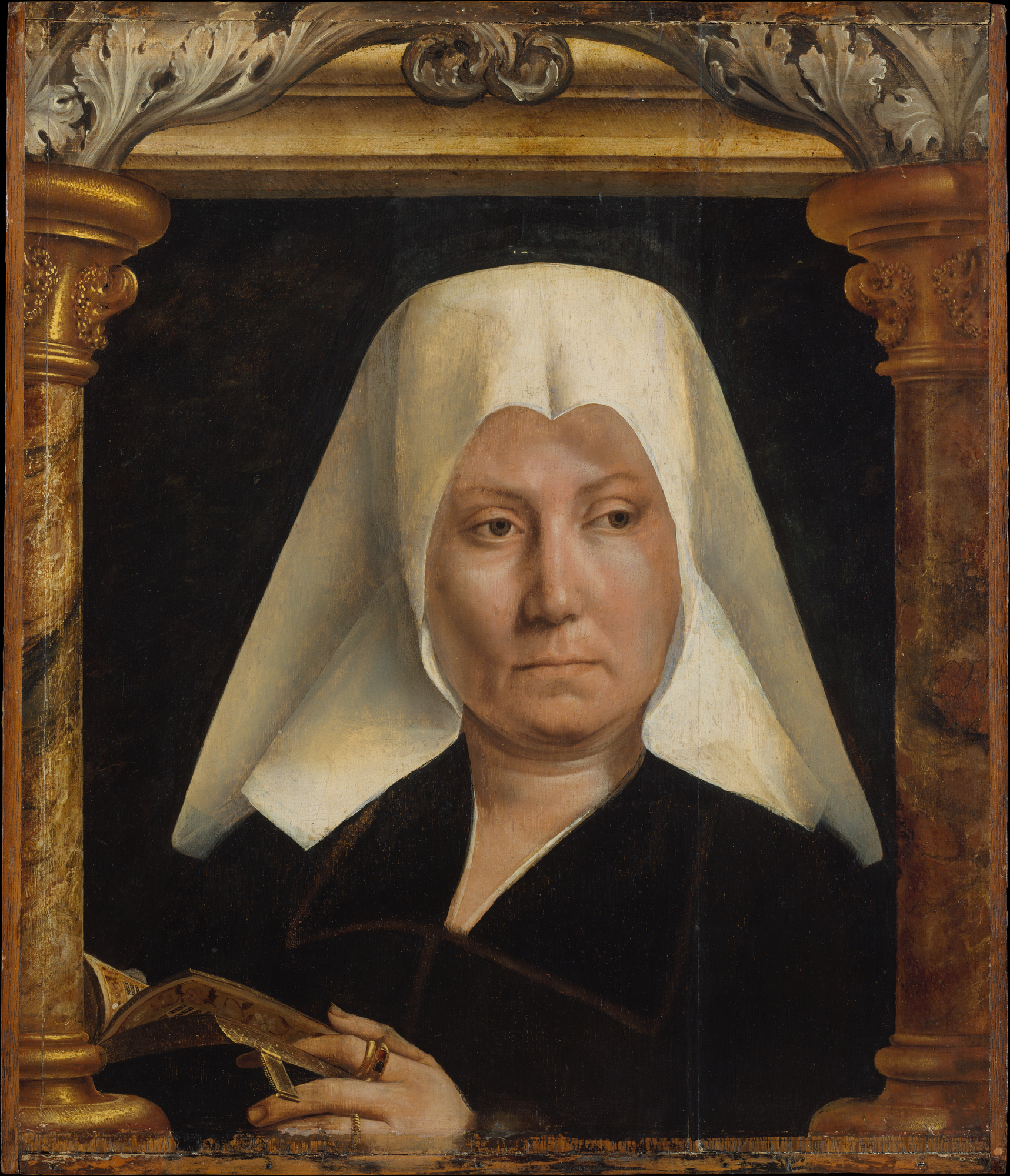
Portrét ženy
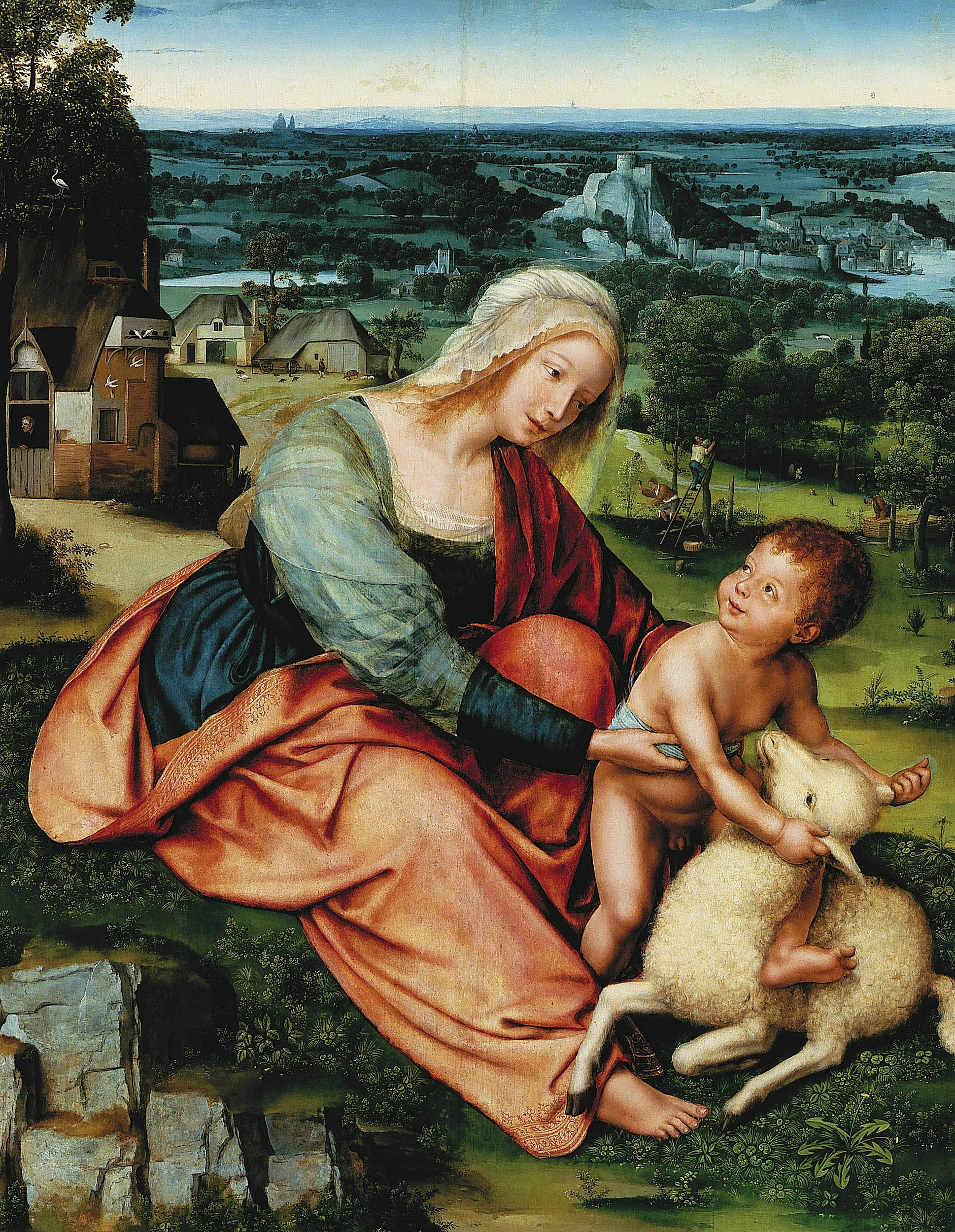
Madonna s dítětem a ovečkou